# Горные Березники
Горные Березники — село в Дальнеконстантиновском районе Нижегородской области. Входит в состав Дубравского сельсовета.

## География
Находится в 12 км от Дальнего Константинова и в 62 км от Нижнего Новгорода.

## История
В «Списке населенных мест» Нижегородской губернии по данным за 1859 год значится как владельческое село Березники при колодцах в 57 верстах от Нижнего Новгорода. В деревне насчитывалось 64 двора и проживало 394 человека (181 мужчин и 213 женщин). В национальном составе населения преобладали терюхане.

## Достопримечательности
В селе находится ныне не действующая Церковь Троицы Живоначальной построенная между 1904 и 1910 годом.

## Население
| 2002 | 2010 |
| ---- | ---- |
| 25   | ↘12  |

Национальный состав
Согласно результатам переписи 2002 года, в национальной структуре населения русские составляли  96 % из 25 человек.